# Los reyes del mambo
Los reyes del mambo es una película de drama dirigida por Arne Glimcher en 1992. Se trata de una adaptación de la novela de Oscar Hijuelos Los reyes del mambo tocan canciones de amor ganadora del Premio Pulitzer en 1989. La película está protagonizada por Armand Assante y Antonio Banderas como César y Néstor Castillo, hermanos y aspirantes a músicos que huyen de Cuba a los Estados Unidos con la esperanza de revivir sus fallidas carreras musicales. Los reyes del mambo marca el debut como director de Glimcher y el primer papel hablado en inglés de Antonio Banderas.
Glimcher compró los derechos cinematográficos de la novela de Hijuelos en 1988, antes de contratar a Cynthia Cidre para escribir el guion. Varios estudios rechazaron el proyecto y tras un fallido preproducción de desarrollo en Universal Studios, este pasó a Warner Bros junto con el productor Arnon Milchan para cofinanciar la película. Como el estudio quería a Jeremy Irons y Ray Liotta en los papeles principales, Glimcher tuvo que convencer a los ejecutivos de poner Assante y Banderas en su lugar. El rodaje tuvo lugar en Los Ángeles, en escenarios que recreaban el Nueva York en los años 50.
La película recibió críticas positivas de los críticos, pero solo recaudó $ 6.742.168 durante su estreno en los cines de Estados Unidos. Por su canción original "Beautiful Maria of My Soul", Los reyes del mambo fue nominado a varios premios, entre ellos los premios de la Academia.

## Argumento
A principios de la década de 1950, los hermanos y músicos cubanos César (Armand Assante) y Néstor Castillo (Antonio Banderas) huyen de La Habana, Cuba, después de entrar en una violenta disputa con los mafiosos propietarios de un club donde tocaban. Finalmente terminan en la ciudad de Nueva York, donde ambos trabajan en empleos de baja categoría mientras intentan revivir sus carreras musicales. En un club nocturno donde César bloquea brevemente la actuación de la estrella del mambo Tito Puente, hacen nuevos amigos y conexiones, así como una relación con Lanna Lake (Cathy Moriarty), que cae rápidamente en una historia de amor con César.
Néstor, mientras tanto, permanece ajeno a otras mujeres, mientras que continúan componiendo su oda a su amor perdido de Cuba, María (Talisa Soto). Escribe versión tras versión de la misma canción, "Beautiful Maria of My Soul", hasta que por casualidad un día se encuentra con Dolores (Maruschka Detmers), una joven tímida pero atenta que desea convertirse en maestra de escuela. Cuando ella se queda embarazada, deciden casarse.
El destino interviene una noche en un club, donde los hermanos Castillo tiene un trabajo a tiempo parcial. La balada de amor de Néstor capta el interés de uno de los clientes, que resulta ser el líder de una banda cubana y estrella de televisión estadounidense Desi Arnaz (interpretado por su hijo, Desi Arnaz, Jr.). Después de una agradable velada en casa de Néstor y Dolores, Arnaz generosamente invita a los Castillos para cantar y actuar en un episodio de su serie de comedia de gran éxito, I Love Lucy.
A pesar de eso la fama no permanece. Néstor no es tan ambicioso como su hermano y no desea nada más que ser el dueño de su propio y pequeño club. Él está enamorado de Dolores, pero carece de la pasión que sentía por su amada que dejó en Cuba, María. César, mientras tanto, suprime sus verdaderos sentimientos de que una mujer como Dolores en realidad sería perfecto para él. César finalmente revela a Néstor que María lo dejó por un gánster cubano a cambio de salvarle la vida.
En una nevada y trágica noche, Néstor, César y Lanna sufren un accidente en el que el coche en que viajan patina y choca con un árbol. César, en el asiento trasero del vehículo, apenas está herido, pero Néstor, después de haber conducido el coche, muere. La vida de César, destrozado, nunca será la misma. Para honrar la memoria de su hermano, César abre un pequeño club, que es bien recibido. Dolores le hace una visita y le pide que cante la canción de Néstor para ella.

## Reparto
- Armand Assante como César Castillo.
- Antonio Banderas como Néstor Castillo.
- Cathy Moriarty como Lanna Lake.
- Maruschka Detmers como Delores Fuentes.
- Desi Arnaz, Jr. como Desi Arnaz, Sr.
- Roscoe Lee Browne como Fernando Pérez.
- Celia Cruz como Evalina Montoya.
- Vondie Curtis-Hall como Miguel Montoya.
- Talisa Soto como María Rivera.
- Tito Puente como él mismo.
- Thomas F. Duffy como Mulligan.

## Producción

### Desarrollo
Arne Glimcher es, entre otras cosas, fan de la música mambo y sabía que  Oscar Hijuelos estaba escribiendo una novela sobre el tema. En 1988, Hijuelos envió un manuscrito de su novela Los reyes del mambo tocan canciones de amor a quien compró los derechos cinematográficos antes de la publicación de la novela un año más tarde. Glimcher buscó un guionista nacido en Cuba así que contrató a  Cynthia Cidre  para escribir el guion. Cidre pasó un año y medio trabajando en el guion, y después de 24 borradores,  había dejado una historia que cubría sólo la mitad de las 407 páginas del libro de Hijuelos. Cuando se le preguntó acerca de la modificación de su novela en la adaptación cinematográfica, Hijuelos dijo: «Mi única preocupación era que la cultura cubana sea tratada con respeto y que la música sea auténtica y precisa para la época».
Varios estudios rechazaron el proyecto, hasta que Glimcher persuadió Tom Pollock, presidente de Universal Studios, para que financiara la película con un presupuesto bajo. Antes de la producción, Pollock insistió en que las imágenes de la serie de televisión I love Lucy sería una parte clave de la película, pero tras la muerte de Lucille Ball en 1989, Glimcher era incapaz de asegurar los derechos de uso de imágenes de la película. Universal canceló la producción de Los reyes del mambo, por lo que el proyecto se trasladó a Warner Bros., con Arnon Milchan en Regency Enterprises se llegó a un acuerdo para cofinanciar la película con Le Studio Canal +.

### Reparto
Armand Assante y Antonio Banderas fueron las opciones de Glimcher para los papeles de César y Néstor Castillo. Antes de Los reyes del mambo, Assante había aparecido en varias películas, pero aún no había estallado como una gran estrella; Banderas, un actor español, se había trasladado a Los Ángeles, California, con la esperanza de hacer un debut internacional con su primer papel en inglés. Warner Bros., sin embargo, quería a Jeremy Irons como César y Ray Liotta como Néstor. Ambos actores habían recibido elogios de la crítica por sus actuaciones en  El misterio Von Bülow y Goodfellas, respectivamente, y el estudio sentía que iban a atraer a un público más amplio. 
A través de un traductor, Glimcher dijo a Banderas que trabajara en mejorar su inglés durante un mes antes de realizar una prueba de cámara. El actor español, que apenas hablaba inglés, aprendió sus líneas fonéticamente. A pesar de una excelente prueba de pantalla de Irons, Glimcher pensaba que era malo para la parte e insistió en Assante. Pensó en el encanto y la seducción que ofrecía Assante, lo que le hacía perfecto para el papel y el estudio finalmente aceptó.
Annabella Sciorra fue originalmente como Dolores, el interés amoroso de Néstor, un papel que con el tiempo se fue con la actriz Maruschka Detmers cuando Sciorra se vio obligada a retirarse. Detmers recibió el papel apenas dos semanas antes de la filmación. Glimcher dio a Cathy Moriarty el papel de la novia de César, Lanna Lake , por el rendimiento de la actriz en Toro salvaje. 
Desi Arnaz, Jr. fue elegido para representar a su padre, Desi Arnaz, en una escena en la que los hermanos Castillo aparecen en un episodio de I Love Lucy. En la preparación para su papel, Arnaz, Jr. se tiñó el pelo de negro y llevaba un brazalete de identificación, anillo y pin, todos los cuales habían pertenecido a su difunto padre. «Yo no estaba tratando de ser exactamente como él [explicó]. Fue más sobre cómo obtener su esencia y gestos.» En un intento de recrear el mundo mambo de la década de 1950, Glimcher contrató a los músicos Tito Puente y Celia Cruz para que aparezcan.
- Datos: Q1888182